# Katonah (New York)
Pour les articles homonymes, voir Katonah.
Katonah est un hameau et une census-designated place (CDP) de la ville de Bedford, dans le comté de Westchester, dans l'État de New York, aux États-Unis.